# خبرگزاری لوسا
خبرگزاری لوسا (انگلیسی: Lusa News Agency) به‌عنوان بزرگ‌ترین خبرگزاری کشور پرتغال و بزرگ‌ترین خبرگزاری به زبان پرتغالی معرفی شده‌است.
این خبرگزاری در اول ژانویه ۱۹۸۷ فعالیت خود را آغاز کرده‌است.
در این خبرگزاری ۲۸۰ خبرنگار و عکاس مشغول فعالیت هستند و این خبرگزاری گفته‌است که روزانه حدود ۵۰۰ خبر به همراه ۲۰۰۰ تصویر مخابره می‌کند.
خبرگزاری پرتغالی لوسا عضو اتحادیه خبرگزاری‌های کشورهایی اروپایی (EANA) است.
این خبرگزاری، سرعت، دقت، بی‌طرفی، حفظ اعتماد و اعتبار خبری، جداسازی خبر از نظر و تحلیل را از جمله معیارها و ارزش‌های خبری خود ذکر کرده‌است.